# 宫前杏实
宮前杏實（日语：宮前杏実，1997年9月9日—）是日本女子偶像團體SKE48 Team S的前成員。愛知縣出身。隸屬於AKS。

## 經歷
2011年
- 10月16日、SKE48第5期生徵選合格。

2013年
- 4月13日、昇格至Team E。

2014年
- 2月24日、於AKB48集團大組閣祭中宣佈移籍至Team S。
- 11月2日、初次入選SKE第十六張單曲選拔成員，並同時與北川綾巴擔任此單曲的雙中心成員。[1]

2016年
- 9月30日、從SKE48畢業。

## 外部連結
- SKE48官網個人介紹頁（页面存档备份，存于）（日語）